# 海まで5分
『海まで5分』（うみまでごふん）は、1998年6月28日から9月20日まで、TBS系列「東芝日曜劇場」枠で放送されたテレビドラマ。主演は薬丸裕英と沢口靖子。
4人姉妹の長女から三女がそれぞれの思惑から鎌倉にある実家に帰ってきたことをきっかけにその両親と4姉妹の家族らのあるひと夏の出来事を描く。

## キャスト
- 坂本浩平〈31〉- 薬丸裕英
- 坂本章子〈30〉- 沢口靖子
- 海野淳子〈33〉- 斉藤慶子
- 山田一徹 - 杉本哲太
- 桑原晴子〈36〉- 深浦加奈子
- 海野久里子〈18〉- 新山千春
- 小澤真 - ふかわりょう
- 華村かもめ〈48〉- 木の実ナナ
- ジョニー黒木 - 黒鉄ヒロシ
- 桑原卓造〈51〉- 石倉三郎
- 海野朝子〈59〉- 白川由美
- 海野大輔〈62〉- 伊東四朗

## スタッフ
- 脚本 - 鈴木聡
- プロデュース - 市川哲夫
- 演出 - 井下靖央、吉田秋生、森山享、酒井聖博
- 音楽 - 林哲司
- 主題歌 - 森高千里「海まで5分｣（zetima）
- 製作 - TBS

## 放送日程
| 各話                                                       | 放送日  | サブタイトル       | 演出     | 視聴率 |
| ---------------------------------------------------------- | ------- | ------------------ | -------- | ------ |
| 第1話                                                      | 6月28日 | 新婚ライフ波高し   | 井下靖央 | 14.7%  |
| 第2話                                                      | 7月05日 | 二段ベッドの秘密   | 井下靖央 | 13.9%  |
| 第3話                                                      | 7月19日 | 結成!ムコサンズ    | 吉田秋生 | 11.0%  |
| 第4話                                                      | 7月26日 | スゴヤバ旅行計画   | 森山享   | 12.9%  |
| 第5話                                                      | 8月02日 | アブナイ留守番男   | 吉田秋生 | 9.4%   |
| 第6話                                                      | 8月09日 | 女がエラくなる時   | 吉田秋生 | 10.4%  |
| 第7話                                                      | 8月16日 | 川の字で寝る盆の夜 | 森山享   | 9.9%   |
| 第8話                                                      | 8月23日 | 板前問題却下!      | 森山享   | 12.4%  |
| 第9話                                                      | 8月30日 | 妊娠タイタニック   | 吉田秋生 | 12.1%  |
| 第10話                                                     | 9月06日 | 男の決断           | 酒井聖博 | 10.1%  |
| 第11話                                                     | 9月13日 | どっきりカルメン   | 森山享   | 10.1%  |
| 最終話                                                     | 9月20日 | 秋の別れ           | 森山享   | 12.6%  |
| 平均視聴率 11.6%（視聴率は関東地区・ビデオリサーチ社調べ） |         |                    |          |        |

- 7月12日は、『票決!ライブ98』のため、放送休止。